# Miquel-Lluís Muntané
Miquel-Lluís Muntané (ur. 1956 w Barcelonie) – kataloński pisarz, poeta, tłumacz, dziennikarz i socjolog wyspecjalizowany w socjologii kultury.
Jako pisarz uprawia nowelę, opowiadanie, esej, memoriał i teatr. Jednak gatunkiem którym najbardziej zasłynął jest poezja. Za swoje dzieło poetyckie, którego jedna część została przetłumaczona na język hiszpański, portugalski i francuski przyznano mu wiele wyróżnień i krytycy uznali go za jednego spośród wyróżniających się ze swojego pokolenia. Współpracuje ze środkami komunikacji jako krytyk literacki i muzyczny. Jest także członkiem różnych instytucji kulturalnych zasiadając w nich jako dyrektywa lub doradca. Był też profesorem w Instytucie Nauki i Edukacji na Uniwersytecie Barcelońskim; jest także prezydentem honorowym Katalońskiej Federacji Współpracy z UNESCO.

## Dzieła
- L’esperança del jonc (poezja, 1980)
- Crònica d’hores petites (narracje, 1981)
- Llegat de coratge (poezja, 1983)
- A influx del perigeu (poezja, 1985)
- De portes endins (teatr, 1987)
- Antoni Coll i Cruells, el valor d’una tasca (biografia, 1987)
- L’espai de la paraula (esej, 1990)
- Actituds individuals per la pau (esej, 1991)
- La penúltima illa (teatr, 1992)
- L’altra distància (poezja, 1994)
- Millor actriu secundària (powieść, 1997)
- El foc i la frontera (poezja, 1997)
- UNESCO, història d’un somni (esej, 2000)
- Madrigal (narracje, 2001)
- Migdia a l’obrador (poezja, 2003)
- La fi dels dies llargs (powieść, 2005)
- La seducció dels rius (dietetyczny, 2006)
- Cultura i societat a la Barcelona del segle XVII (esej, 2007)
- Encetar la poma. Escrits sobre cultura (esej, 2008)
- El tomb de les batalles (poezja, 2009)
- La hiedra obstinada (poezja, 2010) (przetłumaczone przez J.A.Arcediano i A.García-Lorente)
- Hores tangents (poezja, 2012)
- Carta de navegar. Antologia de poesia amorosa (poezja, 2014)
- De sèver i de quars. Apunts memorialístics 1981-1999 (memoriał, 2015)
- Qualitats de la fusta (poezja, 2016)
- El moviment coral dins el teixit social català. (esej, 2016)
- Frontisses. Mirades a una primavera (dietetyczny, 2016)
- Miquel Pujadó, el bard incombustible (biografia, 2019)
- Diu que diuen... (narracje a dzieci, 2019)
- Horas tangentes (poezja, 2020) (przetłumaczone)
- Passatges (poezja, 2020)